# モラフチェ
モラフチェ（Moravče, ドイツ語：Moräutsch）は、スロベニアの市である。